# Distrito de Majes
El distrito de Majes es uno de los veinte que conforman la provincia de Caylloma, ubicada en el departamento de Arequipa, en el sur del Perú.
Limita por el Noreste con el distrito de Lluta; por el Sureste con los distritos de Santa Isabel de Siguas y San Juan de Siguas; por el Sur con el Samuel Pastor; por el Noroeste, con el distrito de Nicolás de Piérola, de la provincia de Camaná y los distritos de Uraca y Huancarqui, de la provincia de Castilla.
Desde el punto de vista jerárquico de la Iglesia católica forma parte de la Arquidiócesis de Arequipa.

## Historia

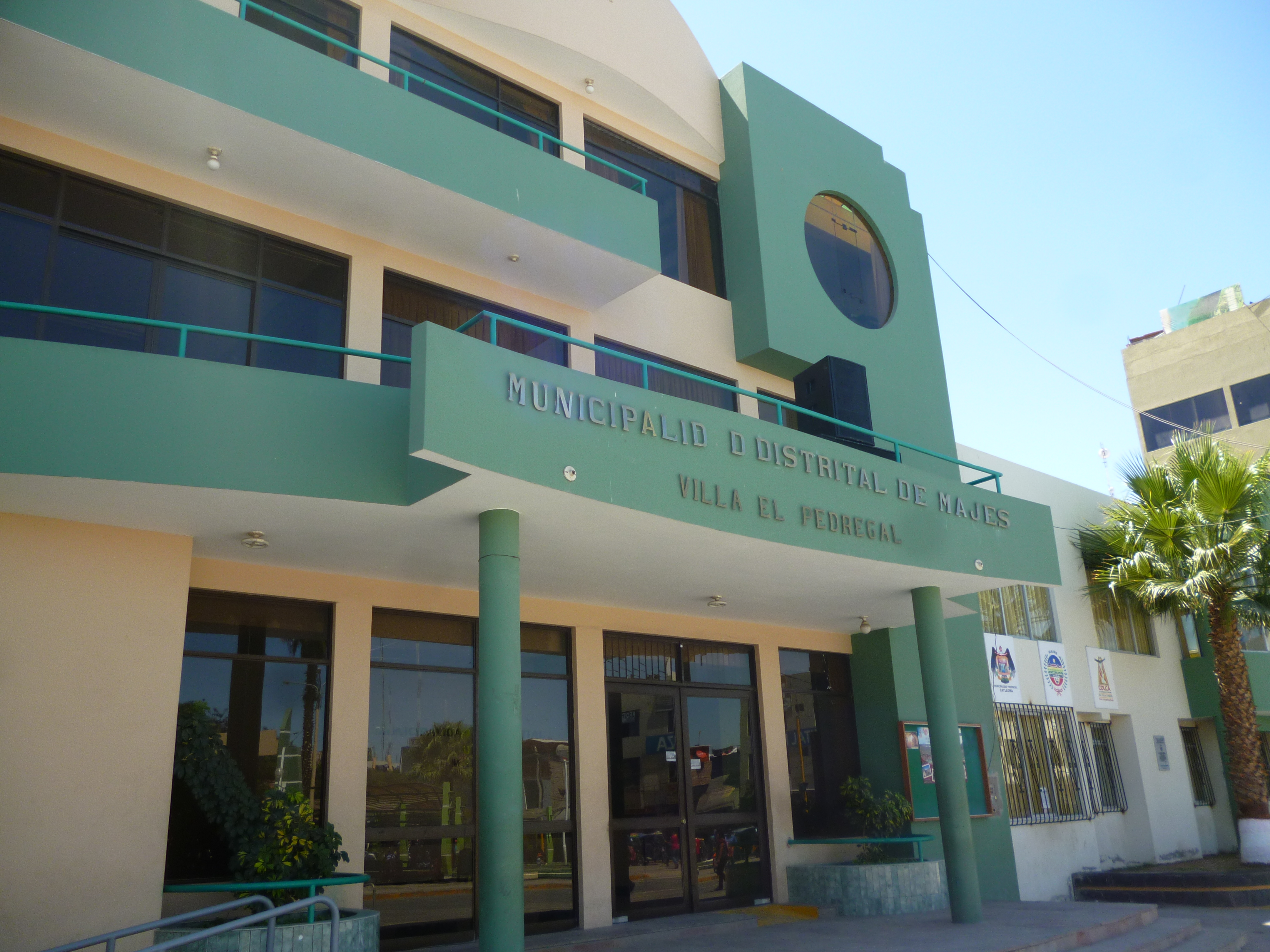
Fachada de la Municipalidad Distrital de Majes.

En el gobierno del Presidente Alberto Fujimori, el 21 de diciembre de 1999, se crea este nuevo distrito, designándose como su capital al centro poblado El Pedregal, elevado a la categoría de villa y conformado por territorios desmembrados de los distritos que ocupaba de las provincias de Caylloma.
Hasta 1981 constituía un desierto. El asentamiento humano es consecuencia de la irrigación de la pampa alta de Majes.

## Autoridades
Gestión 2022 - 2026.
- Jenry Federico Huisa Calapuja.

Alcalde.
- Gladys Sabina Condori Huaman.

Regidora.
- Rosario Del Carmen Ticona Cruz.

Regidora.
- Estanislao Wilfredo Calcina Calcina.

Regidor.
- Felipa Huillca Hancco.

Regidora.
- Elmer Taparaco Mamani.

Regidor.
- Esmeralda Mirella Diaz Morales.

Regidora.
- Guiscela Angelly Ocaña Turpo.

Regidora.
- Karina Elizabeth Rodriguez Crispin.

Regidora.
- Yaidrit Florez Arotaype.

Regidora.

## Centros poblados
A partir de la llegada del agua todo cambió en Majes, se fortalecieron las parcelas para almacenar más cultivos, los centros poblados se abastecieron de personas que llegaban porque Majes, Pedregal era un pueblo joven.

## Deporte

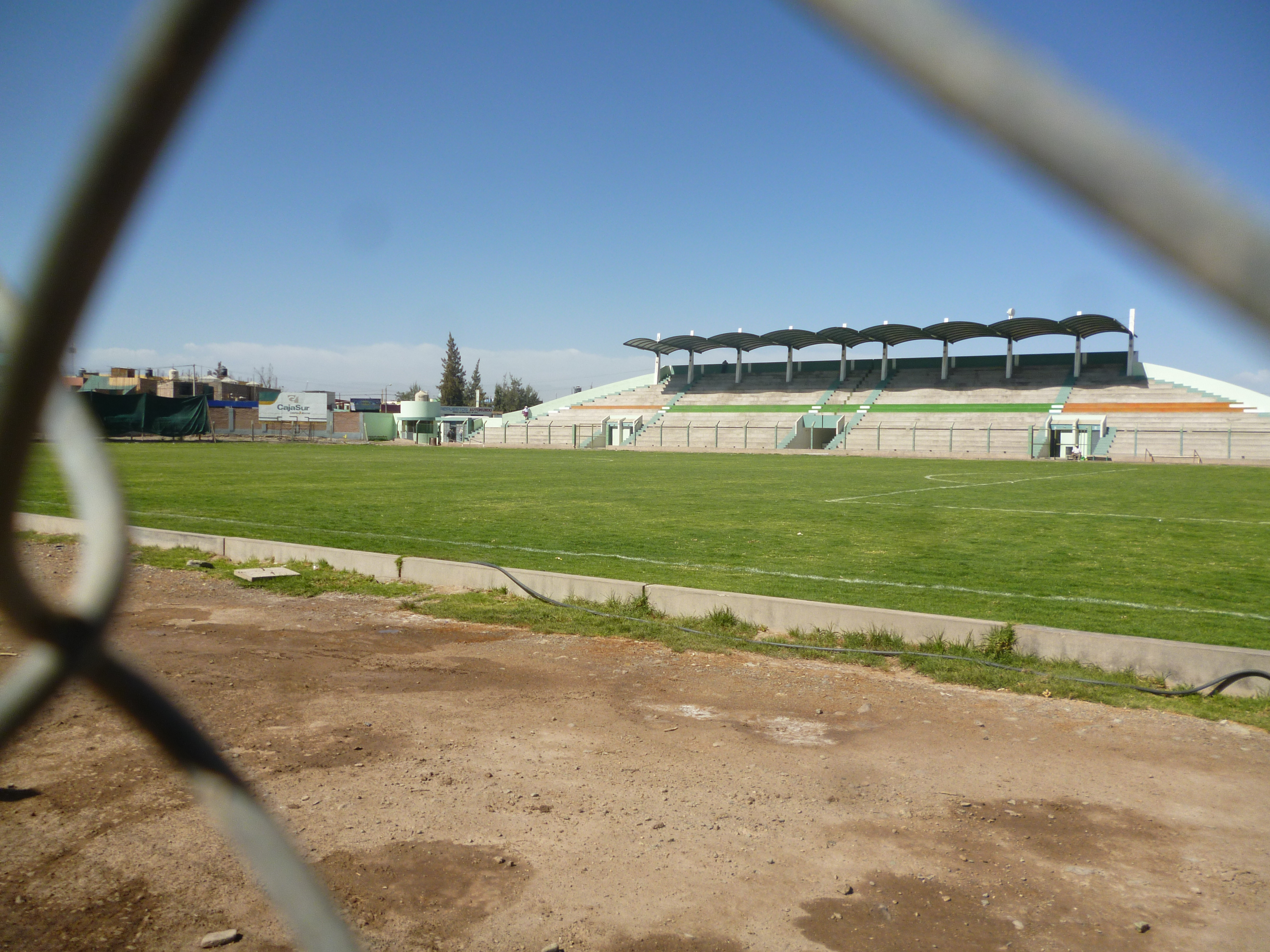
Interior del Estadio Almirante Miguel Grau.

El Distrito de Majes cuenta con el Estadio Almirante Miguel Grau como escenario principal donde se desarrolla la Liga Distrital de Fútbol de Majes.
Dicho escenario fue ampliado en el año 2011.
Los equipos más representativos son el Sportivo Cariocos' y el Futuro Majes como tiempo atrás lo fue el Juventus Corazón.

## Vías de Acceso
Para acceder desde Arequipa hasta la Localidad de El Pedregal, capital del distrito, se hace un trayecto de casi 2 horas.
- Carretera Arequipa-Cruce La Joya-Vitor-El Pedregal: Completamente asfaltada y señalizada, se recorre todo el valle de Majes.

El servicio Arequipa-El Pedregal en temporada de invierno es la ruta más solicitada, mientras que en verano es la Tercera Ruta más solicitada después de Camaná y Mollendo. Gran cantidad de Buses y Minivans ofrecen el servicio.

## Geología
En las inmediaciones del Alto Majes suele aparecer algunas muestras de obsidiana, mientras que en la zona arqueológica denominada "El Alto Huacán" suelen abundar algunas rocas que serían consideradas raras en otros lados como el Gabro, también se puede encontrar Gabro Olivinico, Olivino Cristalizado y algunas rocas con Pirita Masiva raramente.

## Festividades
- Virgen de Chapi
- Santiago Apóstol.
- Virgen del Carmen